# Atlantisch orkaanseizoen 2002
Het Atlantisch orkaanseizoen 2002 duurde van 1 juni 2002 tot 30 november 2002. Omdat er sprake was van een el Niñojaar, ontstond er een sterke stroming in de atmosfeer, die de formatie van tropische cyclonen bezuiden de 25e breedtegraad onderdrukte. Van de 12 tropische stormen met een naam ontstonden er slechts drie zuidelijk van de 25e breedtegraad.
Wat activiteit betreft, gemeten naar de cumulatieve energie van tropische cyclonen was het seizoen 2002 een beneden gemiddeld seizoen. Ondanks dit feit en de ongunstige omstandigheden leverde het seizoen 2002 opmerkelijke orkanen op als Isidore, Keith en Lili. Na 21 september bereikte geen enkele tropische cycloon meer de status van tropische storm, iets wat zelden voorkomt. Er waren 14 tropische cyclonen, waarvan er 12 promoveerde tot tropische storm en een naam kregen. Van deze 12 bereikten er 4 tropische stormen orkaanstatus. Van deze 4 orkanen waren er twee majeure orkanen (categorie 3 of meer)

## Cyclonen

### Tropische storm Arthur
Op 14 juli vormde zich tropische depressie 1 zich voor de kust van North Carolina uit een uiteenvallende frontale storing. De depressie trok naar het oostnoordoosten en werd de volgende dag tropische storm Arthur. Arthur bereikte zijn hoogtepunt op 16 juli met windsnelheden van 95 km/uur. Daarna verlegde Arthur zijn koers naar het noorden en kreeg te kampen met sterkere stromingen in de bovenste lagen van de atmosfeer en kouder zeewater. Op 17 juli werd Arthur een extra-tropische cycloon en de restanten van Arthur landden als een niet tropische storm in Newfoundland.

### Tropische storm Bertha
Op 4 augustus kwam tropische depressie 2 voort uit het westelijk deel van een trog van lage druk boven het noordoosten van de Golf van Mexico en het noorden van Florida. Het oostelijk deel organiseert zich de volgende dag tot tropische depressie 3, die later promoveert tot tropische storm Christobal. Tropische depressie 2 trok naar Louisiana, waar deze vlak voor de landing op 6 augustus promoveerde tot tropische storm Bertha. Boven land degradeerde Bertha tot tropische depressie, maar haar circulatie bleef intact, toen een hogedrukgebied haar in zuidwestelijke richting trok. Door de nabijheid van de Texaanse kust en droge luchtmassa's bereikte Bertha geen tropische stormstatus meer. op 9 augustus kwam zij opnieuw aan land bij Kingsville, Texas, waarna de depressie snel verdween. Bertha deed één iemand verdrinken in Florida door de hoge golven, die het systeem veroorzaakte.

### Tropische storm Christobal
Op 5 augustus ontstond tropische depressie 3 voor de kust van South Carolina, uit dezelfde trog van lage druk, waaruit een dag eerder tropische depressie 2 was ontstaan. Tropische depressie 3 trok naar het zuidoosten en haar ontwikkeling werd bemoeilijkt door drogeluchtmassa's en stroming in de atmosfeer. Toch promoveerde zij op 7 augustus tot de tropische storm Christobal, die op 8 augustus zijn hoogtepunt bereikte met windsnelheden tot 80 km/uur. De volgende dag werd Christobal opgenomen door een koufront.

### Tropische storm Dolly
Op 29 augustus ontwikkelde tropische depressie 4 zich uit een tropische onweersstoring ten zuidwesten van de archipel Kaapverdië. De depressie zette koers naar het noordwesten en werd een paar uur later tropische storm Dolly. De volgende dag bereikte Dolly haar hoogtepunt met windsnelheden van 110 km/uur. Daarna fluctueerde haar intensiteit en verlegde zij haar koers naar het noorden. Door de stroming in de atmosfeer verzwakte Dolly en verdween op 4 september boven de Atlantische Oceaan.

### Tropische storm Edouard
Tropische depressie 5 ontstond op 1 september uit een storing ten noorden van de Bahama's. De depressie dreef naar het noordoosten en promoveerde de volgende dag tot tropische storm Edouard. Edouard maakte een lus met de wijzers van de klok mee en landde bij Ormond Beach, Florida op 5 september als een zwakke tropische storm. Boven Florida degradeerde Edouard tot tropische depressie. Boven de Golf van Mexico. De luchtstromen die de nabije, sterkere tropische storm Fay op grote hoogten uitstootte, deden Eduoard verzwakken en de restanten werden uiteindelijk door Fay opgenomen.

### Tropische storm Fay
Tropische depressie 6 ontstond boven het noordwesten van de Golf van Mexico op 5 september en promoveerde de volgende dag tot tropische storm Fay. Het systeem trok naar het westen richting Texaanse kust, waar Fay op 7 september landde, daarna trok Fay naar het zuiden en loste op boven Mexico. Fay veroorzaakte hevige regenval tot circa 510 mm. Fay eiste waarschijnlijk geen slachtoffers.

### Tropische depressie 7
Op 1 september vertrok van de Afrikaanse kust een tropische onweersstoring, die gepaard ging met convectie en een gesloten circulatie in de lagere delen van de atmosfeer. Dit systeem koerste naar het noordnoordwesten. De convectie verdween aanvankelijk, maar op 7 september was er voldoende convectie en een gesloten circulatie aanwezig om het systeem als tropische depressie 7 te kwalificeren. Zij kreeg echter te maken met sterke stromingen in de atmosfeer en de volgende dag loste zij op, op 1500 km ten zuidoosten van Bermuda

### Orkaan Gustav
Op 8 september vormde zich subtropische storm Gustav op 800 km ten zuidoosten van de kust van North Carolina. De volgende dag had dit systeem voldoende tropische kenmerken gemanifesteerd, zodat het promoveerde tot tropische storm Gustav. Gustav zette koers naar North Carolina, maar voor hij de kust bereikte, zwaaide hij af naar het noordoosten. Boven de warme Golfstroom ontwikkelde Gustav op 11 september zich tot een orkaan van de eerste categorie en later tot een orkaan van de tweede categorie. Nadat Gustav op 12 september aan het oosten van Nova Scotia had geschampt als categorie 1 orkaan, landde Gustav als tropische storm in Newfoundland, waarna het zijn tropische kenmerken verloor. Gustav eiste in North Carolina één mensenleven en 40 mensen moesten uit een vloedgolf worden ontzet.
Omdat 2002 het eerste seizoen was, waarin subtropische cyclonen in de nomenclatuur net zo behandeld werden als tropische cyclonen, was Gustav de eerste subtropische storm, die als zodanig een naam kreeg. Voor 2002 bleven subtropische cyclonen naamloos, of kregen zij pas een naam als zij een volwaardige tropische storm werden. In 1972 en 1973 werden subtropische stormen benoemd met letters uit het Griekse alfabet, maar als zij daarna toch een tropische cycloon werden, kregen zij weer een andere naam.

### Tropische storm Hanna
Tropische depressie 9 ontstond op 11 september boven het oostelijk deel van de Golf van Mexico. De depressie dreef naar het noorden en promoveerde de volgende dag tot tropische storm Hanna. Hanna bleef slecht georganiseerd en dus een zwakke tropische storm, toen zij op 14 september landde bij de grens tussen Mississippi en Alabama. Hoewel Hanna een zwakke tropische storm was, verdronk zij drie mensen en veroorzaakte zij $20.000.000,- aan schade aan gewassen, voornamelijk in Georgia.

### Orkaan Isidore
Op 9 september trok een tropische onweersstoring van de Afrikaanse kust naar het westen. Op 14 september ontstond hieruit tropische depressie 10, maar deze degenereerde snel. Op 17 september regenereerde tropische depressie 10 en de volgende dag promoveerde zij tot tropische storm Isidore ten zuiden van Jamaica. op 19 september werd Isidore een orkaan van de eerste categorie en trok langs de Cubaanse zuidkust en Isla de la Juventud naar de Cubaanse provincie Pinar del Río, waar zij landde als categorie 1 orkaan op 20 september. Isidore stak de Straat Yucatan over en won aan kracht tot een sterke categorie 3 orkaan met windsnelheden van 205 km/uur. Na landing op het schiereiland Yucatán, bleef Isidore meer dan een dag stationair boven land en verzwakte tot een tropische storm. Boven de Golf van Campeche trok Isidore naar het noorden, maar bereikte nooit meer orkaanstatus. Op 26 september landde Isidore voor de laatste keer bij Grand Isle, Louisiana. Isidore verzwakte tot een tropische depressie en werd de volgende dag opgenomen door een front. In de Verenigde Staten eiste Isidore vier mensenlevens en veroorzaakte $330.000.000,- aan schade. In Mexico viel er één dode en werden 140 mensen op zee vermist. Tienduizenden huizen werden in Mexico zwaar beschadigd of vernietigd door modderstromen. De schade op Cuba is niet exact bekend.

### Tropische storm Josephine
Op 1150 km ten oosten van Bermuda vormde zich op 17 september tropische depressie 11 uit een niet tropisch lagedrukgebied. Door de ongunstige omstandigheden was de convectie van tropische depressie 11 maar matig. Maar desondanks promoveerde zij op 18 september tot tropische storm Josephine. Josephine trok naar het noordoosten en verloor haar tropische kenmerken en werd op 19 september een extra tropische cycloon. Als extra tropische cycloon bereikte Josephine haar hoogtepunt met winden van bijna orkaankracht (110 km/uur), voordat Josephine werd opgenomen in een groter lagedrukgebied.

### Orkaan Kyle
Op 20 september vormde zich op 1300 km ten oostzuidoosten van Bermuda subtropische depressie 12 en deze werd de volgende dag subtropische storm Kyle. Kyle koerste eerst naar het noorden, draaide toen met de wijzers van de klok mee en koerste toen westzuidwestwaarts. Op 22 september werd Kyle een tropische storm en 25 september een orkaan van de eerste categorie. Drie dagen later degradeerde Kyle tot tropische storm. Daarna fluctueerde Kyle en schommelde verschillende malen tussen tropische storm en tropische depressie. Ook dwaalde Kyle alle kanten op, kon hij scherp van koers wisselen, hoewel hij over het algemeen een westelijke richting aanhield. Kyle kwam voor de kust van Florida terecht en trok langs de Amerikaanse oostkust naar het noordoosten. Kyle landde op 11 oktober in South Carolina en later nog een keer die dag in North Carolina. Op 12 oktober werd Kyle opgenomen door een koufront. Kyle is op drie na de langst bestaande tropische cycloon na Ginger in 1971, Faith in 1966 en Inga in 1969. Kyle eiste geen slachtoffers en veroorzaakte $5.000.000,- aan schade.

### Orkaan Lili
Op 21 september ontwikkelde zich tropische depressie 13 op 1600 km ten oosten van de Bovenwindse Eilanden. Op 23 september promoveerde tropische depressie 13 tot tropische storm Lili. De volgende dag trok Lili de Bovenwindse Eilanden over degenereerde boven de Caraïbische Zee tot een tropische onweersstoring, die verder naar het westen trok. Deze storing regenereerde op 27 september tot tropische depressie Lili en de volgende dag tot tropische storm Lili. Op 28 september bevond Lili zich tussen Jamaica en Haïti, waar Lili zware regenval veroorzaakte. Lili koerste naar het Cubaanse Isla de la Juventud waar Lili als orkaan van de tweede categorie aan land kwam. Lili trok over Pinar del Río en kwam op 1 oktober boven de Golf van Mexico, waarna zij snel aan kracht won. Op 3 oktober bereikte zij de vierde categorie. Tot 12 uur voor haar landing in Louisiana later op 3 oktober verzwakte zij nauwelijks, maar daarna verzwakte Lili dramatisch tot een orkaan van de eerste categorie. Dit baarde veel opzien en was de grootste verzwakking sinds orkaan Ethel in 1960 die in 6 uur tijd van de vijfde naar de eerste categorie daalde. Lili degradeerde nog dezelfde dag tot tropische storm en een tropische depressie op 4 oktober, waarna Lili snel haar tropische kenmerken verloor.

### Tropische depressie 14
Op 14 oktober vormde zich uit een tropische onweersstoring, die convectie vertoonde een lagedrukgebied tropische depressie 14 boven het zuidwesten van de Caraïbische Zee, voor de Muskietenkust. Tropische depressie 14 zette koers naar Cuba, maar werd in haar ontwikkeling gehinderd door het aanzuigen van een trog van lage druk boven het zuidoosten van de Verenigde Staten. Tropische depressie 14 landde op de Cubaanse zuidkust en werd dezelfde dag nog opgenomen door een koufront.

## Namen
De lijst met namen voor 2002 was hetzelfde als die van 1996, met dat verschil, dat Christobal, Fay en Hanna in de plaats waren gekomen voor Cesar, Fran en Hortense. De namen Christobal, Fay en Hanna werden voor het eerst gebruikt in 2002. Deze lijst is in 2008 opnieuw gebruikt worden met uitzondering van Isidore en Lili, die van de lijst geschrapt werden. Isidore en Lili zijn in 2008 vervangen door Ike en Laura.
| - Arthur - Bertha - Cristobal - Dolly - Edouard - Fay - Gustav | - Hanna - Isidore - Josephine - Kyle - Lili - Marco (niet gebruikt) - Nana (niet gebruikt) | - Omar (niet gebruikt) - Paloma (niet gebruikt) - Rene (niet gebruikt) - Sally (niet gebruikt) - Teddy (niet gebruikt) - Vicky (niet gebruikt) - Wilfred (niet gebruikt) |